# نهر تشوكوناكي
نهر تشوكوناكي هو نهر يقع في بنما ويعد أطول أنهار البلاد. ينبع في مقاطعة دارين ويصب في نهر توييرا، ويُعتبر أحد الروافد الرئيسية له. يشتهر النهر بأهميته البيئية والجغرافية في المنطقة.